# Aischines (Töpfer)
Aischines war ein griechischer Töpfer, tätig in der 2. Hälfte des 6. Jahrhunderts v. Chr. in Athen.
Er ist nur bekannt durch seine Signatur auf dem Fragment einer Terrakottabasis (oder eines Kraters?) von der Athener Akropolis (heute Athen, Nationalmuseum Akr. 2692). Das Fragment zeigt in schwarzfiguriger Technik auf weißem Grund einen Pferdewagen.